# Arnoldo Iguarán
Arnoldo Alberto Iguarán Zúñiga (født 18. januar 1957 i Riohacha, Colombia) er en tidligere colombiansk fodboldspiller (angriber), og den mest scorende spiller i det colombianske landsholds historie.

## Karriere
Iguaráns karriere strakte sig over 20 år, og han spillede størstedelen af tiden i klubber i hjemlandet. Længst tid tilbragte han hos Bogotá-storklubben Millonarios, hvor han spillede i sammenlagt 12 sæsoner og var med til at vinde det colombianske mesterskab to gange. Han repræsenterede også blandt andet Millonarios lokalrivaler Independiente Santa Fe samt Atlético Junior fra Barranquilla.
Iguarán spillede desuden, mellem 1979 og 1993, 68 kampe for det colombianske landshold, hvori han scorede 25 mål. Dette gør ham til den mest scorende spiller nogensinde for Colombia. Hans første landskamp for colombianerne var en venskabskamp mod Spanien 29. juni 1979, mens hans sidste optræden i landsholdstrøjen var et opgør mod Venezuela 21. maj 1993.
Han repræsenterede sit land ved VM i 1990 i Italien, hvor colombianerne nåede 1/8-finalen. Han spillede tre holdets fire kampe i turneringen. Han var også med til at vinde bronze ved Copa América i 1987.

## Titler
Categoria Primera A
- 1987 og 1988 med Millonarios